# Старий пам'ятник Баху
51°20′20″ пн. ш. 12°22′17″ сх. д. / 51.3388° пн. ш. 12.37144° сх. д.
Старий пам'ятник Баху — пам'ятна стела, присвячена композитору та кантору хору святого Томи Йоганну Себастьяну Баху, що знаходиться у німецькому місті Лейпциг у федеральній землі Саксонія. Створений у 1843 році за ініціативою Фелікса Мендельсона Бартольді та вважається першим офіційним пам'ятником Баху.

## Опис
Пам'ятник Баху знаходиться в оперізуючому внутрішнє місто Лейпцига парку-променаді поблизу початкового місця школи св. Томи та має вигляд своєрідного табернакля — готичної складної колони, увінчаної дароберегинею, прикрашеною з боків рельєфними зображеннями Баха та янголів, і з верхівкою — хрестоцвітом.

## Історія
Ідея встановити пам'ятник Йогану Себастьяну Баху була запропонована у 1840 році композитором Феліксом Мендельсоном Бартольді — капельмейстером лейпцигського Гевандгаусу, котрий ще в юних роках захоплювався музикою Баха. Проєкт пам'ятника розробив дрезденський художник Едуард Бендеман у співпраці з Ернстом Рітшелем і Юліусом Губнером. Виконання було доручено Герману Кнауру (нім. Hermann Knaur, 1811—1872) — учню Ернста Рітшеля.
Щоб зібрати необхідні засоби для встановлення монументу, був організований ряд концертів у Церкві святого Томи: 6 серпня 1840 року Мендельсон Бартольді соло зіграв 6 органних творів Баха, додав до них власні імпровізації на бахівські теми, і 4 квітня 1841 року виконав «Страсті за Матвієм». У день урочистого відкриття пам'ятника 23 квітня 1843 року в Гевандгаусі відбувся ще один великий концерт за участі хору св. Томи. Решту суми вніс сам Фелікс Мендельсон Бартольді.